# Bleasby (Lincolnshire)
Bleasby – przysiółek w Anglii, w Lincolnshire. Leży 5,2 km od miasta Market Rasen, 21,2 km od Lincoln i 204,7 km od Londynu. W latach 1870–1872 miejscowość liczyła 123 mieszkańców. Bleasby jest wspomniana w Domesday Book (1086) jako Belesbi/Blasebi/Blesebi.